# NGC 1440
NGC 1440 est une galaxie lenticulaire située dans la constellation de l'Éridan. NGC 1440 a été découverte par l'astronome germano-britannique William Herschel en 1785. William Herschel a de nouveau observé NGC 1440 l'année suivante sans se rendre compte qu'il s'agissait de la même galaxie. Cette observation a été inscrite au New General Catalogue sous la désignation NGC 1442. Cette galaxie a probablement été aussi observée par l'astronome américain Francis Leavenworth en 1886 et inscrite au New General Catalogue sous la désignation NGC 1458.

## Caractéristiques
Sa vitesse par rapport au fond diffus cosmologique est de 1 482 ± 28 km/s, ce qui correspond à une distance de Hubble de 21,9 ± 1,6 Mpc (∼71,4 millions d'al).
À ce jour, trois mesures non basées sur le décalage vers le rouge (redshift) donnent une distance de 46,633 ± 33,255 Mpc (∼152 millions d'al). Le très grand écart type sur cette valeur vient de la grande disparité entre la valeur minimale des trois mesures (18,2 Mpc) et sa valeur maximale (83,2 Mpc).  La valeur moyenne est cependant à l'intérieur de la distance de Hubble. Notons cependant que c'est avec la valeur moyenne des mesures indépendantes, lorsqu'elles existent, que la base de données NASA/IPAC calcule le diamètre d'une galaxie et qu'ici c'est fort probablement incorrect.

## Amas de l'Éridan
NGC 1440 est une galaxie de l'amas de l'Éridan.

## Groupe de NGC 1359 et de NGC 1407
NGC 1440 fait partie du groupe de NGC 1407. Ce groupe comprend au moins 9 galaxies. Les autres galaxies du groupe sont IC 343, IC 346, NGC 1359 (?), NGC 1407, NGC 1452, ESO 548-44, ESO 548-47 et ESO 548-68. Notons que selon le site « Un atlas de l'Univers » de Richard Powell, la galaxie NGC 1359 fait partie du groupe qui porte son nom, le groupe de NGC 1359.